# Tylobranchion nordgaardi
Tylobranchion nordgaardi is een zakpijpensoort uit de familie van de Diazonidae. De wetenschappelijke naam van de soort is, als Rhopalaea nordgaardi, voor het eerst geldig gepubliceerd in 1922 door Hartmeyer.